# Tindalos

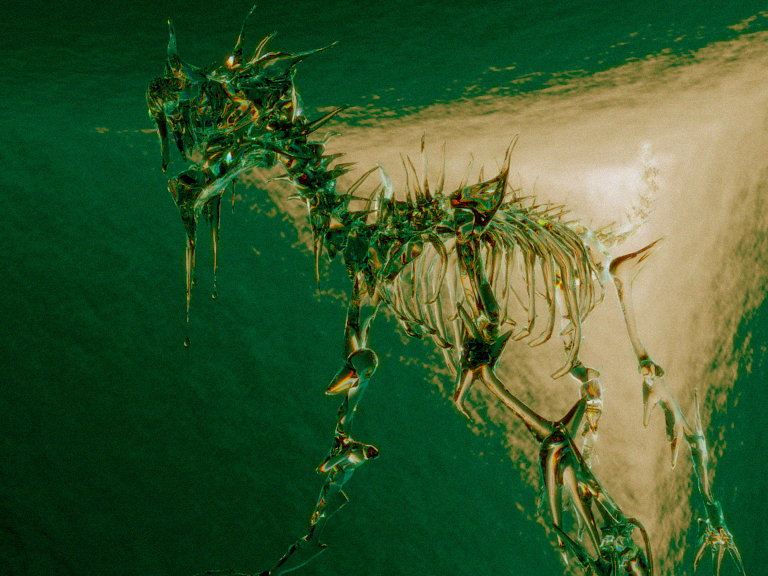
Un segugio di Tindalos.

I Tindalos (o segugi di Tindalos) sono creature immaginarie ideate dallo scrittore Frank Belknap Long per i Miti di Cthulhu di H. P. Lovecraft. Questi esseri appaiono per la prima volta nel libro di Long intitolato proprio I Segugi di Tindalos (1931). Lovecraft menziona i Tindalos nel racconto Colui che sussurrava nelle tenebre (1931).

## Informazioni generali
I Tindalos dimoravano sul nostro pianeta in ere antichissime, quando ancora non c'era stata alcuna evoluzione oltre gli organismi unicellulari. Si dice che abitassero gli "angoli del tempo", mentre tutte le altre creature viventi (compresi gli esseri umani) discendono dalle "curve del tempo". Si pensa inoltre che i segugi siano immortali e bramino qualcosa di sconosciuto che però possono trovare solo negli esseri umani e nelle altre comuni forme di vita, cosicché sono disposti a dare la caccia alle loro vittime attraverso il tempo e lo spazio per ottenere ciò che vogliono.
Grazie alla loro relazione con gli angoli del tempo, queste creature possono materializzarsi in ogni angolo se ha un'ampiezza di 120° o inferiore. Quando un segugio sta per comparire, prima si crea una nuvola di fumo nell'angolo, poi compare la testa seguita da tutto il corpo. Una volta che un Tindalos ha individuato la preda, non smetterà mai di darle la caccia. In genere, chi utilizza il viaggio nel tempo può facilmente attrarre l'attenzione di questi esseri.

## Altre apparizioni
- Nel racconto Tindalos di John Ajvide Lindqvist, il personaggio principale è perseguitato da una creatura chiamata "Tindalos".
- I Tindaols sono creature dall'aspetto di lupo e fatte di puro spirito presenti nel videogioco Final Fantasy X-2.
- I segugi braccano il viaggiatore nel tempo De Marigny nel romanzo di Brian Lumley intitolato Elysia.
- Macho Women with Guns è un gioco di ruolo che fa la parodia a molti personaggi del genere, comprese alcune creature dei Miti di Cthulhu: fra di esse ci sono i "Cucciolotti di Tindalos".
- In Unspeakable Vault (Of Doom), un fumetto comico on-line, c'è un essere dall'aspetto canino chiamato "Tindaloo": esso è capace di viaggiare da una dimensione all'altra e si comporta come il cane di compagnia delle divinità.
- I segugi fanno una breve apparizione in un capitolo del racconto di Lawrence P. Santoro intitolato Just North Of Nowhere.
- Nella vecchia Avventura/Fiction Interattiva per PC "The Hound of Shadow" (Eldritch Games/Electronic Arts, 1989), benché non lo si nomini mai esplicitamente, la storia si basa sul tentativo del protagonista di sfuggire alla caccia da parte di un essere che presenta tutte le caratteristiche di un Segugio di Tindalos.